# 莫馬區 (莫桑比克)
16°45′25″S 39°13′19″E / 16.757°S 39.222°E

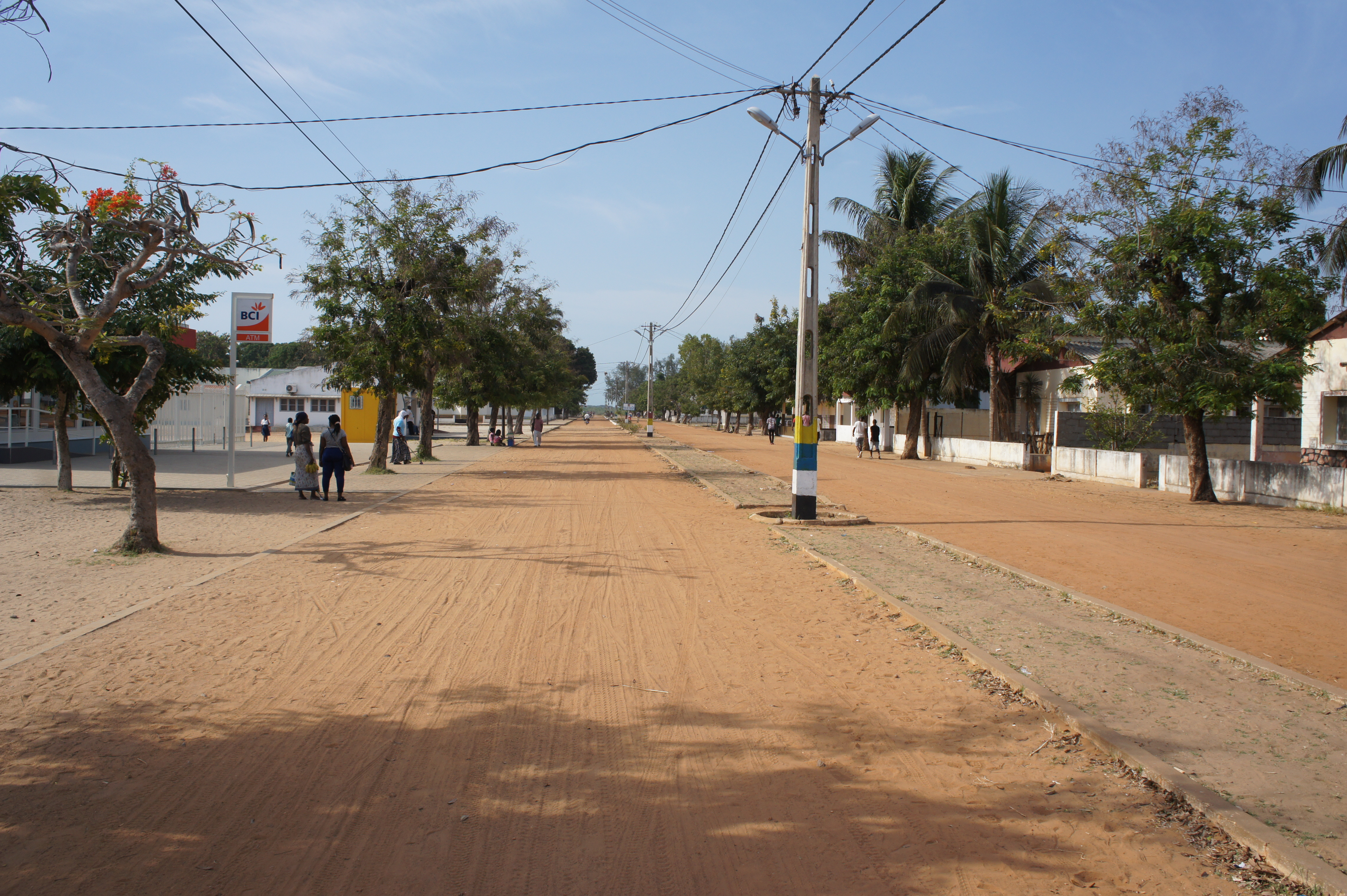

莫馬區（葡萄牙語：Moma），是莫桑比克的行政區，位於該國東北部，由楠普拉省負責管轄，首府設於莫馬，面積5,677平方公里，2007年人口310,690，人口密度每平方公里55人。